# Land Rover Defender (L663)

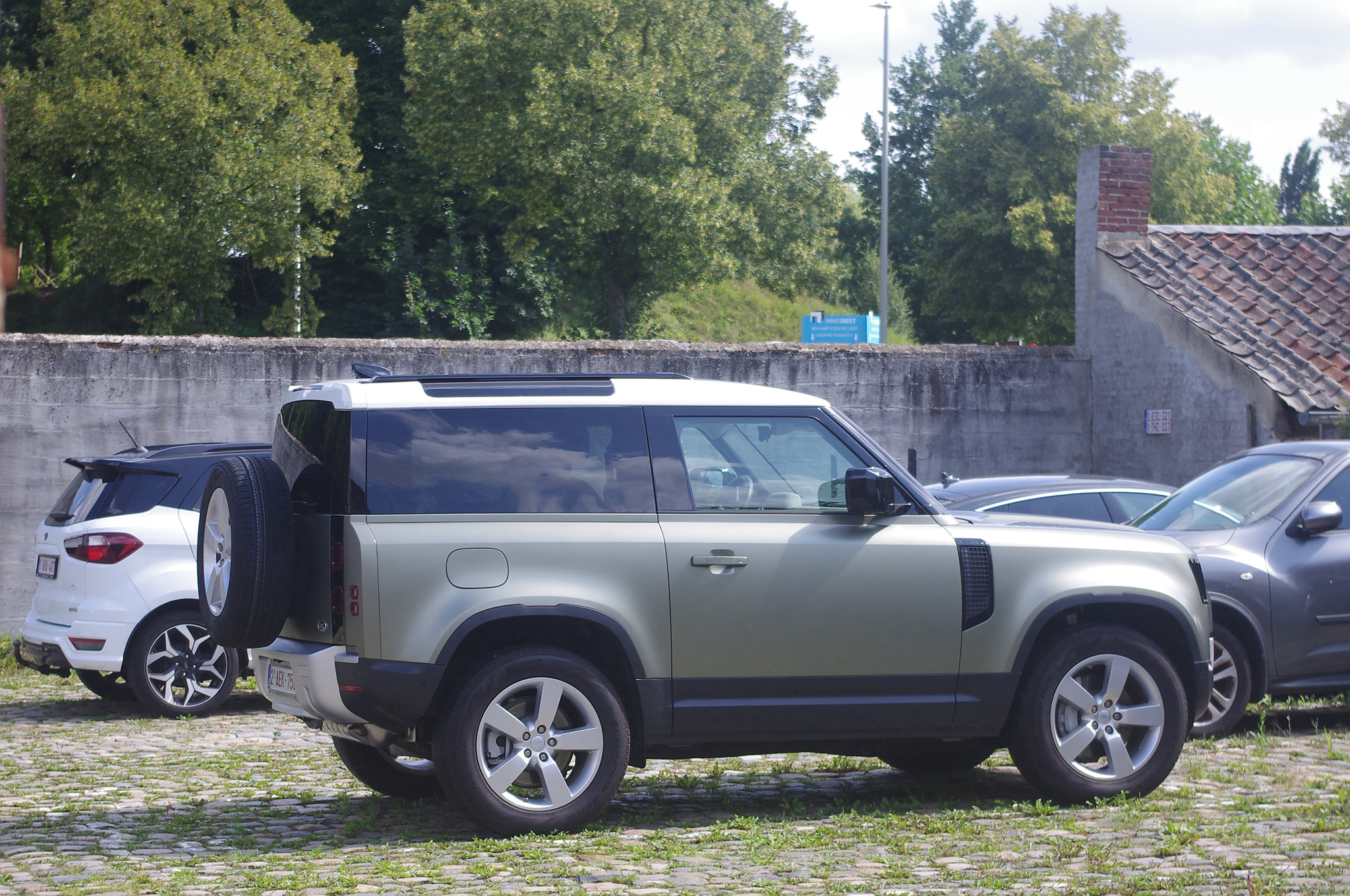
Land Rover Defender 90

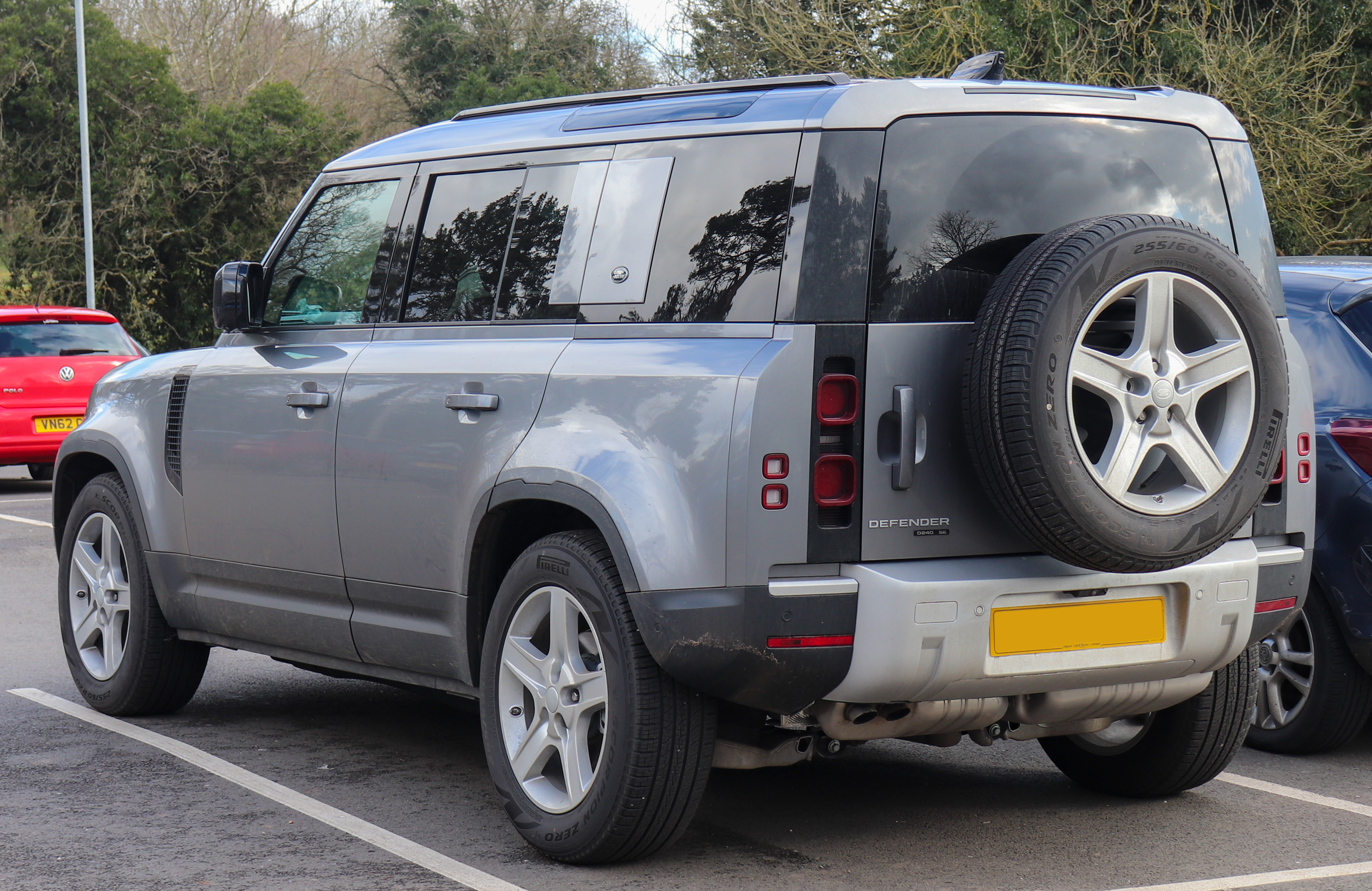
Land Rover Defender 110

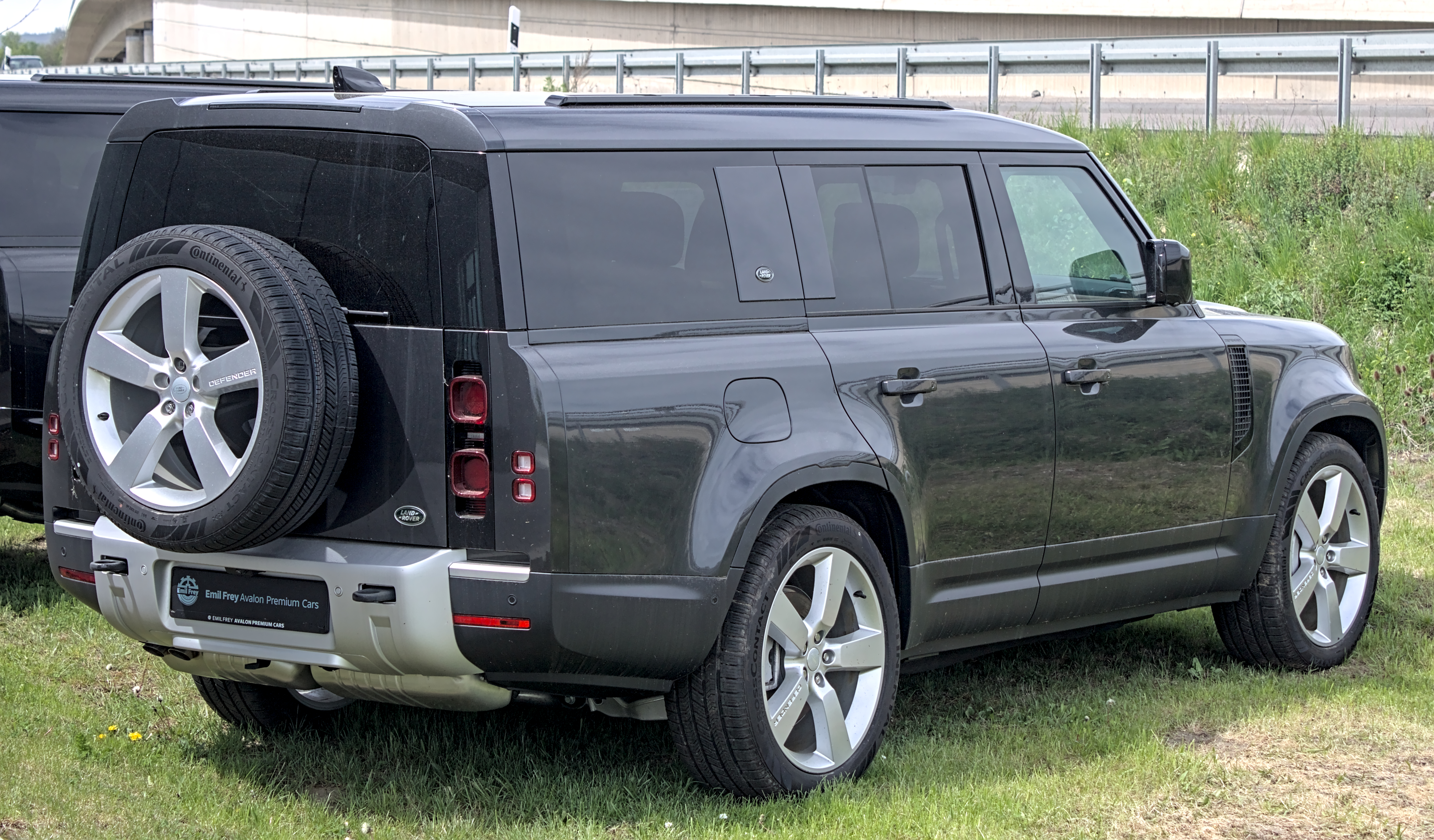
Land Rover Defender 130

De Land Rover Defender (type L663) is een vierwielaangedreven SUV geproduceerd door het Britse merk Land Rover. Het is de opvolger van de oorspronkelijke Land Rover Defender die niet meer aan de Europese normen voldeed en begin 2016 uit productie ging.

## Introductie
De Defender beleefde 10 september 2019 zijn wereldpremière op de IAA in Frankfurt. Aangezien de originele Land Rover Defender is uitgegroeid tot een van de meest beroemde en iconische terreinauto's was de lancering van de opvolger hiervan van significant belang voor Land Rover. Mede om die reden zat tussen de eerste conceptauto, de DC100 Defender die oktober 2011 werd gepresenteerd, en de productieversie bijna 8 jaar.

## Kenmerken
De Defender is geïntroduceerd als een 90- en een 110-versie. De cijfers verwijzen naar de wielbasis (in inches) maar staan synoniem voor respectievelijk de driedeurs en vijfdeurs variant. De 110 is beschikbaar in vijf-, zes- of zevenzits uitvoering, waarbij in het laatste geval de vijf zitplaatsen zijn aangevuld met twee zitplaatsen in de bagageruimte. Tevens is er een versie met bedrijfswageninrichting en een gesloten achterruit, de Defender Commercial. Net als de meest recente (vijfde) generatie van de Land Rover Discovery wordt de Defender geproduceerd in Nitra, Slowakije.
Het ontwerp van de Defender is van de hand van Gerry McGovern, ontwerpdirecteur van Jaguar Land Rover, en is een moderne interpretatie van het ontwerp van de Defender (type L316), met verwijzingen als de korte overhang, Alpine dakramen, een zijwaarts opende achterdeur en het separaat gemonteerde reservewiel. McGovern heeft hierover gezegd: "The new Defender is respectful of its past but is not harnessed by it."
Technisch gezien kent de Defender L663 geen gelijkenissen met de Defender L316 die begin 1996 uit productie ging. De Defender heeft bijvoorbeeld geen ladderchassis meer maar een moderne zelfdragende carrosserie en staat op de D7x variant van het Premium Lightweight Architecture (PLA) aluminium platform. Het interieur is modern maar minimalistisch met deels onbeklede deurpanelen, zichtbare bevestigingspunten en een infotainmentsysteem.
In 2022 is het aanbod uitgebreid met een 130-versie, beschikbaar met vijf of acht zitplaatsen. Met een lengte van 5,36 meter (inclusief reservewiel) is de 130 vierendertig centimeter langer dan de 110, terwijl de wielbasis gelijk is.

## Motoren
Bij introductie was de Defender leverbaar met vier benzine- en dieselmotoren, allemaal gekoppeld aan een achttraps automatische versnellingsbak van ZF en permanente vierwielaandrijving. In 2020 zijn de viercilinder dieselmotoren vervangen door zescilinder varianten en is ook een plug-inhybride-aandrijflijn met een viercilinder benzinemotor aan het motorengamma toegevoegd.
In maart 2021 kwam de P525 op de Nederlandse markt met een benzinemotor met acht cilinders, de eerste in V-vorm. Met 525 pk is het de krachtigste Defender ooit gemaakt.
| Model                 | Cilinderinhoud | Vermogen        | Koppel              | Type                   | Leverperiode      |
| --------------------- | -------------- | --------------- | ------------------- | ---------------------- | ----------------- |
| Benzine               |                |                 |                     |                        |                   |
| P300                  | 1997 cm³       | 221 kW (300 pk) | 400 Nm bij 1500 tpm | 4 cilinders, in lijn   | 09/2019 - heden   |
| P400e plug-in hybride | 1997 cm³       | 297 kW (404 pk) | 640 Nm bij 3500 tpm | 4 cilinders, in lijn   | 09/2020 - heden   |
| P400                  | 2996 cm³       | 294 kW (400 pk) | 550 Nm bij 2000 tpm | 6 cilinders, in lijn   | 09/2019 - heden   |
| P525                  | 5000 cm³       | 386 kW (525 pk) | 625 Nm bij 2500 tpm | 8 cilinders, in V-vorm | 03/2021 - heden   |
| Diesel                |                |                 |                     |                        |                   |
| D200                  | 1999 cm³       | 147 kW (200 pk) | 430 Nm bij 1400 tpm | 4 cilinders, in lijn   | 09/2019 - 09/2020 |
| D200                  | 2996 cm³       | 147 kW (200 pk) | 500 Nm bij 1250 tpm | 6 cilinders, in lijn   | 09/2020 - heden   |
| D240                  | 1999 cm³       | 177 kW (240 pk) | 430 Nm bij 1400 tpm | 4 cilinders, in lijn   | 09/2019 - 09/2020 |
| D250                  | 2996 cm³       | 183 kW (249 pk) | 600 Nm bij 1250 tpm | 6 cilinders, in lijn   | 09/2020 - heden   |
| D300                  | 2996 cm³       | 221 kW (300 pk) | 650 Nm bij 1500 tpm | 6 cilinders, in lijn   | 09/2020 - heden   |

In productie:
Defender ·
Discovery Sport ·
Discovery ·
Range Rover Evoque ·
Range Rover Velar ·
Range Rover Sport ·
Range Rover
Niet meer in productie:
Series 1 ·
Series 2 ·
Series 3 ·
Freelander ·
Defender